# Potentilla contigua
Potentilla contigua là loài thực vật có hoa trong họ Hoa hồng. Loài này được Soják miêu tả khoa học đầu tiên năm 1988.